# متحف البحر الأحمر
متحف البحر الأحمر هو متحف تاريخي ثقافي يقع في مبنى باب البنط في جدة التاريخية، أعلنت وزارة الثقافة السعودية عن إنشائه في سبتمبر 2020 ضمن برنامج جودة الحياة أحد برامج رؤية السعودية 2030، ويفتتح في أواخر عام 2022.

## نبذة
يركز المتحف على قصص المِلاحة البحرية والتجارة والجيولوجيا والحج والتنوع وغيرها من العناصر الثقافية الفريدة التي شكلت هوية جدة ومكة المكرمة والمدينة المنورة عبر التاريخ. ويمثل المتحف وجهة فنية جديدة في المملكة تحكي التناغم الإنساني والثراء الثقافي في رحلات الحجاج والمعتمرين، ومحاكاة مبتكرة للتفاعل بين مختلف الجنسيات بكل ما يحملون من عادات وتقاليد ومظاهر ومنجزات حضارية، إضافة إلى كونه نافذة ثقافية وتاريخية تقدم تسجيلاً للقيم الجمالية والتراثية للمدن الساحلية على امتداد البحر الأحمر وتأثيرها الثقافي.

## محتويات
يضم المتحف مقتنياتٍ ومخطوطاتٍ وصوراً وكتباً نادرة، تحكي في مجموعها قصة «مبنى البنط» التراثي بوصفه نقطة اتصال تاريخية بين سكان ساحل البحر الأحمر والعالم، ومدخلاً رئيسياً للحجاج والتجار والسياح إلى مدينة جدة.
ويحتوي المتحف على أكثر من 100 عمل فني إبداعي، كما يقدم نحو أربعة معارض سنوية مؤقتة، ويتضمن برامج تعليمية لجميع الفئات العمرية.